# 石川郡 (大阪府)
石川郡為過去日本大阪府轄下的郡，已於1896年4月1日與周邊的郡合併為南河內郡。
在1880年實施郡區町村編制法時的轄區包括現在的太子町、河南町、千早赤阪村全部地區和富田林市的東部、北部地區。

## 歷史
在令制國時代屬於河內國。
在江戶時代大部分區域為幕府直屬、旗本和下館藩的領地，但也有部分區域為小田原藩和膳所藩領地。
明治維新後，郡內的幕府領地和旗本領地先後被劃為大坂裁判所司農局、大阪府司農局、大阪府南司農局、河內縣、堺縣、五條縣的轄區，小田原藩領地也由於戊辰戰爭的處分被新政府收回，而其他原屬各藩的領地在1871年實施廢藩置縣後也分別被劃為由藩改設立的下館縣、膳所縣，不過僅半年後的第一次府縣整併中，石川郡全境就全數被整併至堺縣。
1880年實施郡區町村編製法，正式的設置了近代的行政區劃「石川郡」，但並未設置自己的郡役所，而是由古市郡役所負責管理周邊的石川郡、錦部郡、八上郡、古市郡、安宿部郡、丹南郡、志紀郡，因此古市郡役所也被更名為「石川錦部八上古市安宿部丹南志紀郡役所」。
1881年，由於堺縣被併入大阪府，石川郡隨之成為大阪府的轄區。

### 沿革

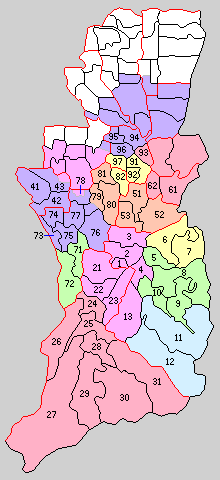
1889年石川郡轄下的行政區劃：
1.富田林村 2.新堂村 3.喜志村 4.大伴村 5.石川村 6.磯長村 7.山田村 8.白木村 9.河內村 10.中村 11.千早村 12.赤阪村 13.東條村
（下方桃色：屬富田林市、下方黄色：屬太子町、右方綠色：屬河南町、水藍色：屬千早赤阪村、21 - 31屬錦部郡、41 - 43屬八上郡、51 - 53屬古市郡、61・62屬安宿部郡、71 - 82屬丹南郡、91 - 97屬志紀郡）

- 1889年04月1日：實施町村制，石川郡下設富田林村、新堂村（日语：新堂村）、喜志村（日语：喜志村）、大伴村（日语：大伴村）、石川村（日语：石川村 (大阪府)）、磯長村（日语：磯長村）、山田村（日语：山田村 (大阪府南河内郡)）、白木村（日语：白木村 (大阪府)）、河內村（日语：河内村 (大阪府)）、中村（日语：中村 (大阪府)）、千早村（日语：千早村）、赤阪村（日语：赤阪村）、東條村（日语：東条村 (大阪府)）。（13村）
- 1896年04月1日：實施郡制（日语：郡制），同時原屬於「石川錦部八上古市安宿部丹南志紀郡役所」的區域（除志紀郡三木本村）被合併為南河內郡。